# Sint-Cosmas en Damianuskerk (Afferden)
De Sint-Cosmas en Damianuskerk is de parochiekerk van Afferden, gelegen aan de Monseigneur Frederixplein 4.
De kerk is gewijd aan Cosmas en Damianus.

## Geschiedenis
De toren van deze kerk is Romaans en stamt uit de 13 eeuw. Doch voor die tijd was er ook al een kerk. Ze staat op een eeuwenoude kerkberg.
De benedenste twee geledingen van de toren zijn gebouwd in ijzersteen en de derde geleding in baksteen. Het geheel wordt gedekt door een hoog tentdak, en de bijbehorende kerk werd in de 16e en de 19e eeuw sterk aangepast, zodat het koor een laatgotische, en de zijbeuken een neogotische uitstraling verkregen. In 1944 werd het bouwwerk verwoest, waarbij de kerk verloren is. De toren werd in 1957-1958 hersteld.

## Gebouw
De huidige kerk, eveneens van 1957-1958, werd ontworpen door Jules Kayser. Het betreft een driebeukige bakstenen kruiskerk. Op het dak bevindt zich een vieringtorentje. De stijl van de kerk is sober en enigszins traditionalistisch en monumentaal. Zeven rondboogvensters laten door de voorgevel licht naar binnen schijnen. De zijbeuken worden door een vlakke zoldering overwelfd, en het middenschip wordt overwelfd door drie troggewelven, gescheiden door dwarsbalken.

## Inventaris
Van belang zijn de laatgotische albasten reliëfs uit de 15e eeuw. Deze werden in 1661 door Dirk Schenk van Nijdeggen en Anna Margaretha van Nassau-Cortenbach-Grimhuizen aan de kerk geschonken. Zij zijn verwerkt in een 17e-eeuws beschilderd altaarretabel.
Een klok uit 1616 is gegoten door Peter van Trier.